# Lengyeltóti
Lengyeltóti je mesto na Madžarskem, ki upravno spada v podregijo Lengyeltóti Šomodske županije.